# Jangeh
Jangeh (persiska: جنگه) är en ort i Iran.   Den ligger i provinsen Khuzestan, i den centrala delen av landet, 400 km söder om huvudstaden Teheran. Jangeh ligger 1 677 meter över havet och antalet invånare är 852.
Terrängen runt Jangeh är bergig norrut, men söderut är den kuperad. Runt Jangeh är det ganska tätbefolkat, med 56 invånare per kvadratkilometer. Jangeh är det största samhället i trakten. Trakten runt Jangeh består i huvudsak av gräsmarker.